# 3564 Talthybius
A 3564 Talthybius (ideiglenes jelöléssel 1985 TC1) egy kisbolygó a Naprendszerben. Edward L. G. Bowell fedezte fel 1985. október 15-én.